# Giangirolamo Castiglioni
Giangirolamo Castiglioni (... – Bayonne, 1560) è stato un nobile e condottiero italiano.
Capitano di ventura al soldo del re di Francia, combatté nella battaglia della Bicocca (1522) e fu comandante delle truppe francesi nella battaglia di Landriano (1529), a fianco del duca di Borbone-Vendôme.

## Biografia

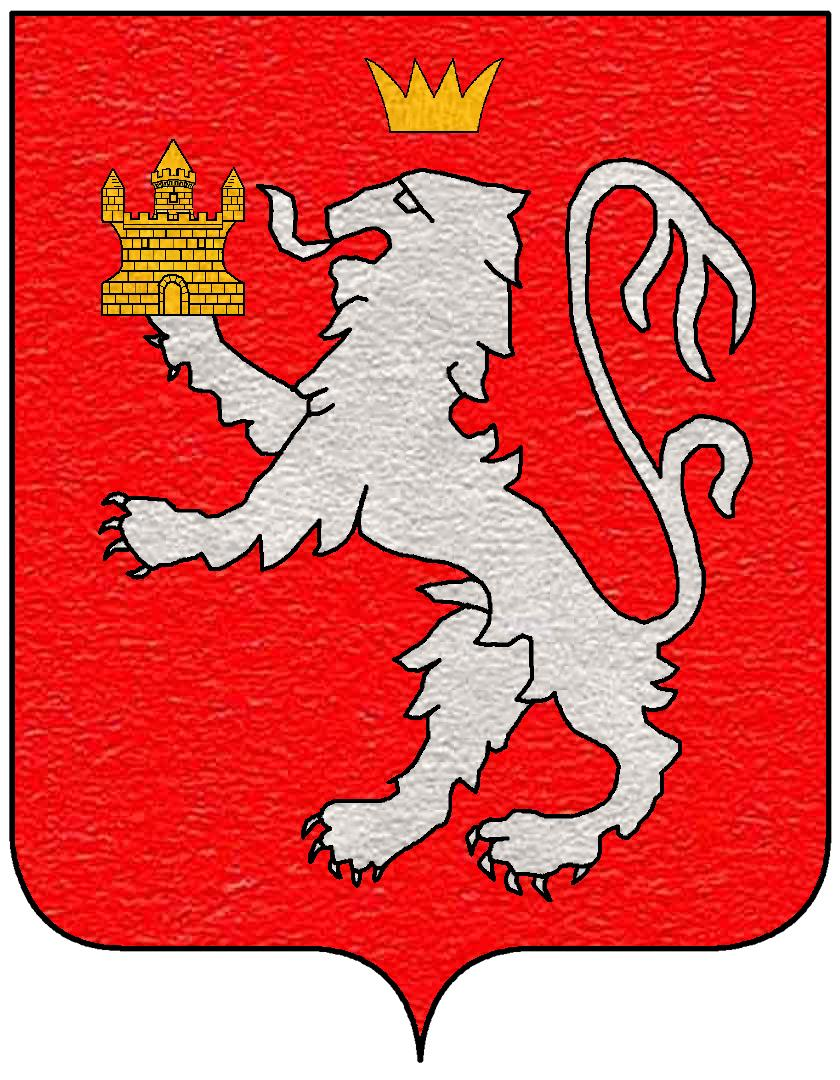
Stemma dei Castiglione

Era figlio di Luigi di Guarnerio e di Elisabetta Maletti. 
Spinto dall'odio verso Casa Sforza, all'invasione del ducato di Milano ad opera dei francesi, fece richiesta di arruolamento nrell'esercito del re di Francia e combatté durante le guerre d'Italia, rimanendo però prigioniero e liberato solo grazie ai buoni uffici di Baldassarre Castiglione. Dopo la battaglia della Bicocca del 1522, Giangirolamo fu costretto a ritirarsi con i francesi dall'Italia, mentre il duca di Milano Francesco II Sforza distrusse il castello dei Castiglione nel contado del Seprio. Il Castiglione seguì nel 1524 Francesco I di Francia nella sua discesa in Italia e nel 1527 venne eletto luogotenente di Teodoro Trivulzio, maresciallo di Francia. Venne creato Cavaliere dell'Ordine di San Michele e spedito nel regno di Napoli in soccorso di Odet de Foix. Ritornato in Lombardia, partecipò alla battaglia di Landriano del 1529, rimanendo prigioniero di Antonio de Leyva, futuro governatore del ducato di Milano. Liberato, fece ritorno in Francia dove morì a Bayonne nel 1560.

## Discendenza
Giangirolamo sposò Giovanna di Ludovico Borromeo. Senza discendenza.